# Cuscuta umbellata
Cuscuta umbellata là một loài thực vật có hoa trong họ Bìm bìm. Loài này được Kunth mô tả khoa học đầu tiên năm 1818.